# Корисні копалини Нігеру

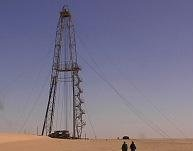
Геологічна розвідка. 2008.

Корисні копалини Нігеру

## Загальна характеристика
Найбільше значення з корисних копалин в Нігері мають уранові руди, фосфорити і залізні руди (табл.), відомі також родовища кам'яного вугілля, руд міді, вольфраму, молібдену, олова, літію, марганцю, хрому, титану, нікелю, свинцю, цинку, золота, бариту, соди, гіпсу (табл.).
Таблиця. Основні корисні копалини Нігера станом на 1999 р.
| Корисні копалини    | Запаси       | Запаси   | Вміст корисного компоненту в рудах, % | Частка у світі, % |
| Корисні копалини    | Підтверджені | Загальні | Вміст корисного компоненту в рудах, % | Частка у світі, % |
| Залізні руди, млн т | 200          | 1200     | 50 (Fe)                               | 0,1               |
| Золото, т           | 16           | 55       | 0,8–2,3 г/т                           |                   |
| Молібден, тис. т    | 10           | 10       | 0,06 (Мо)                             | 0,1               |
| Олово, тис. т       | 1            | 3        | 0,5                                   |                   |
| Вугілля, млн т      | 69           | 1506     |                                       |                   |
| Фосфорити, млн т    | 55           | 134      | 27,5 (Р2О5)                           | 1,1               |
| Уран, тис. т        | 70           | 71,2*    | 0,2                                   | 2,8               |

- за іншими даними – 160 тис. т.

## Окремі види корисних копалин
Вуглеводні. На заході і сході країни, де фундамент перекритий товщею осадових порід, виявлені могутні нафтоносні шари, які розробляються в районі Тумма.
Вугілля. Численні вияви кам'яного вугілля локалізовані в верхньовізейських сірокольорових теригенних відкладах. Єдине промислова родовище Ану-Арарен представлене пластами низькокалорійного вугілля потужністю 0,3–0,5 м (рідко до 4 м), що залягають на глибині до 200 м.
Уран. Н. займає 10-е місце у світі за запасами урану (на 2000 р. 69 тис. т, частка у світі 2,1 %). Найбільші родовища уранових руд приурочені до верхньовізейських сірокольорових г.п.: осадові родовища Акута (82,5 тис. т U3O8, вміст оксиду 0,4 %), Імурарен (70 тис. т, 0,2 %), Арні, сильно вироблене родовище Арлі. Окремі гідротермальні родовища локалізовані в зонах великих розломів у мезозойських відкладах (Азелік, 12 тис. т U3O8 і інші).
Залізо. Родовища осадових залізних руд району Ніамей (Сай, запаси 600 млн т, 51–53 % Fe) приурочені до неогенових континентальних червонокольорових відкладів. Інші осадові залізні руди — з червоноколірними пісковиками верхнього протерозою і нижнього палеозою (Гурма, на півночі Буем-Атакорської зони). Метаморфізовані залізні руди пов'язані із залізистими кварцитами архею (родовище Аїр).
Марганцеві руди відомі в зеленокам’яних серіях нижнього протерозою (масив Ліптако), вміст Mn в первинних (силікатних) рудах 10–17 %, в окиснених 32–39 %. Найбільше родовище Тера (52 тис. т руди; за іншими оцінками, до 1 млн т).
Золото. У районі масиву Ліптако (бас. р. Сірба) є невеликі розсипи золота, вміст Au 0,5–5,8 г/м³. Корінні рудопрояви золота представлені гідротермальними сульфідно-кварцовими жилами в гранітах і зеленокам’яних породах нижнього протерозою.
Мідь і молібден. Родовище мідно-молібденових руд міднопорфірового типу Куркі (запаси 200 млн т руди, 0,039 % Мо і 0,053 % Cu) є в масиві Ліптако — трубне тіло в протерозойських гранітах. Гідротермальні рудопрояви міді є у відкладах крейди західного обрамлення масиву Аїр, міді і молібдену — в фундаменті масиву Ліптако.
Олово. Родовища олов'яних руд (каситериту) пов'язані з кільцевими комплексами палеозойського віку в Аїрі. Корінне зруденіння представлене штокверками, жилами в екзо- і ендоконтактах гранітів. Каситерит асоціює з вольфрамітом, колумбітом і халькопіритом. З руйнуванням гранітів пов'язане утворення пролювіально-делювіальних розсипів (родовища Тарауаджі, Адрар-ель-Меккі та інші).
Вияви поліметалічних руд є в Аїрі (гідротермальні кварцово-сульфідні жили в гнейсах архею) і в складчастій зоні Гурма (до 1,1 % Pb і 0,95 % Zn при потужності зони до декількох сотень м).
Літій. Родовище літієвих руд Ліптако, або Тера (запаси 350 тис. т руди з 1,4–3,0 % LiO) вміщені в масиві Ліптако. Рудні мінерали — лепідоліт і сподумен.
Фосфорити. Основні запаси фосфоритів пов'язані з вендськими відкладами північного закінчення Буем-Атакорської зони (родовище Тапоа). Крім того, фосфорити виявлені в палеогенових відкладах району Тахуа.
Кам'яна сіль. Є родовища кам'яної солі, пов'язані з розсолами (Тегіддан-Тесум, оаза Фаші, Більма).